# Lista de unidades federativas do Brasil por porcentagem de empregados com carteira de trabalho assinada (2010)
| + 50% + 45% + 40% | + 35% + 30% até 30% |

Unidades federativas do Brasil por porcentagem de empregados com carteira de trabalho assinada em 2010.

Esta é a lista de unidades federativas do Brasil por porcentagem de empregados com carteira de trabalho assinada, índice que representa a porcentagem de trabalhadores que exercem sua profissão formalmente no país, por serem portadores da carteira de trabalho.
O Brasil é uma república federativa formada pela união de 26 estados federados e do Distrito Federal. Segundo dados do Instituto Brasileiro de Geografia e Estatística (IBGE), 65,2% dos trabalhadores eram empregados com carteira de trabalho assinada em 2010. O maior percentual de empregados com carteira assinada era o do estado de São Paulo, onde 58,0% dos trabalhadores portavam o documento, seguido de Santa Catarina (53,5%) e Rio de Janeiro (51,8%). Por outro lado, as menores porcentagens eram a dos estados do Maranhão (20,8%), Pará (24,1%) e Piauí (24,4%).
Segundo dados do Cadastro Geral de Empregados e Desempregados (Caged), os setores de comércio, indústria e construção civil representam os maiores percentuais de trabalhadores com carteira assinada do Brasil, sendo que a crescente inclusão de mulheres, pretos e pardos contribuem para o crescimento do trabalho formal no país. Em contrapartida, em estados como o Maranhão (líder negativo do ranking) o trabalho agrícola informal no conjunto das ocupações, por vezes destinado à subsistência familiar, ainda se faz presente em maior escala, além de existir pouca representação do setor industrial.

## Lista
| Posição | Unidade federativa  | Empregados com carteira assinada (%) |
| ------- | ------------------- | ------------------------------------ |
| 1       | São Paulo           | 58,0                                 |
| 2       | Santa Catarina      | 53,5                                 |
| 3       | Rio de Janeiro      | 51,8                                 |
| 4       | Distrito Federal    | 50,5                                 |
| 5       | Paraná              | 49,2                                 |
| 6       | Rio Grande do Sul   | 45,9                                 |
| 7       | Minas Gerais        | 45,5                                 |
| 8       | Espírito Santo      | 45,1                                 |
| 9       | Mato Grosso do Sul  | 41,6                                 |
| 10      | Goiás               | 41,5                                 |
| 11      | Mato Grosso         | 41,0                                 |
| 12      | Rio Grande do Norte | 37,4                                 |
| 13      | Acre                | 35,3                                 |
| 14      | Pernambuco          | 35,1                                 |
| 15      | Rondônia            | 34,6                                 |
| 16      | Sergipe             | 34,1                                 |
| 17      | Alagoas             | 32,6                                 |
| 18      | Bahia               | 31,9                                 |
| 19      | Amapá               | 31,9                                 |
| 20      | Amazonas            | 31,7                                 |
| 21      | Ceará               | 31,2                                 |
| 22      | Tocantins           | 27,3                                 |
| 23      | Paraíba             | 26,5                                 |
| 24      | Roraima             | 25,7                                 |
| 25      | Piauí               | 24,4                                 |
| 26      | Pará                | 24,1                                 |
| 27      | Maranhão            | 20,8                                 |